# Brug 218
Brug 218 is een vaste brug in Amsterdam-Centrum.
De brug is gelegen op de plaats waar de Oudezijds Achterburgwal overgaat in de Grimburgwal. Ten westen van deze overgang (de binnenbocht) staat het rijksmonument het Huis aan de Drie Grachten. Aan de buitenbocht staan al de gebouwen van het voormalige Binnengasthuis. 
Er ligt hier al eeuwen een brug. De geschilderde kaart van Cornelis Anthonisz. uit 1538 laat hier al een brug zien, maar vermoedelijk was er al eerder sprake van een overspanning. Het riviertje, beter slootje, de Grim was enige tijd de stadsgrens en men moest toch van de Oudezijds Voorburgwal de Oudezijds Achterburgwal kunnen bereiken, bovendien lag aan de overzijde van de brug enige tijd bierbrouwerij De Sleutel. De “moderne” geschiedenis van de brug gaat terug tot rond 1780. Toen tekende de topografisch tekenaar Jan Spaan hier een welfbrug met een enkele onderdoorvaart. Het jaartal kan kloppen want in de walmuur zijn nog twee jaarstenen terug te vinden "Anno" "1782". Bij een volgende vastlegging in tekening of foto is er sprake van een 19e-eeuwse liggerburg. In 1876 was de staat van de brug namelijk dermate slecht dat zij vervangen moest worden en tevens verlaagd en verbreed. De brug werd toen in opdracht van de Publieke Werken vervangen, net als andere bruggen over de Oudezijds Achterburgwal kwam er een brug van Bastiaan de Greef. 
Een groot gedeelte van de brug werd nog wel in 1955/1956 vernieuwd, waaronder het wegdek (met sindsdien van stalen liggers met gewapend beton) daarover. De brug wordt gedragen door een houten paalfundering met stalen buispalen. Die renovatie maakte deel uit van het vernieuwen van de kadewand van dit deel van de Grimburgwal tot voorbij de Sleutelbrug. In verband met de slechte toestand van de kade van de Oudezijds Achterburgwal is rond 2018 een vaarverbod ingesteld.

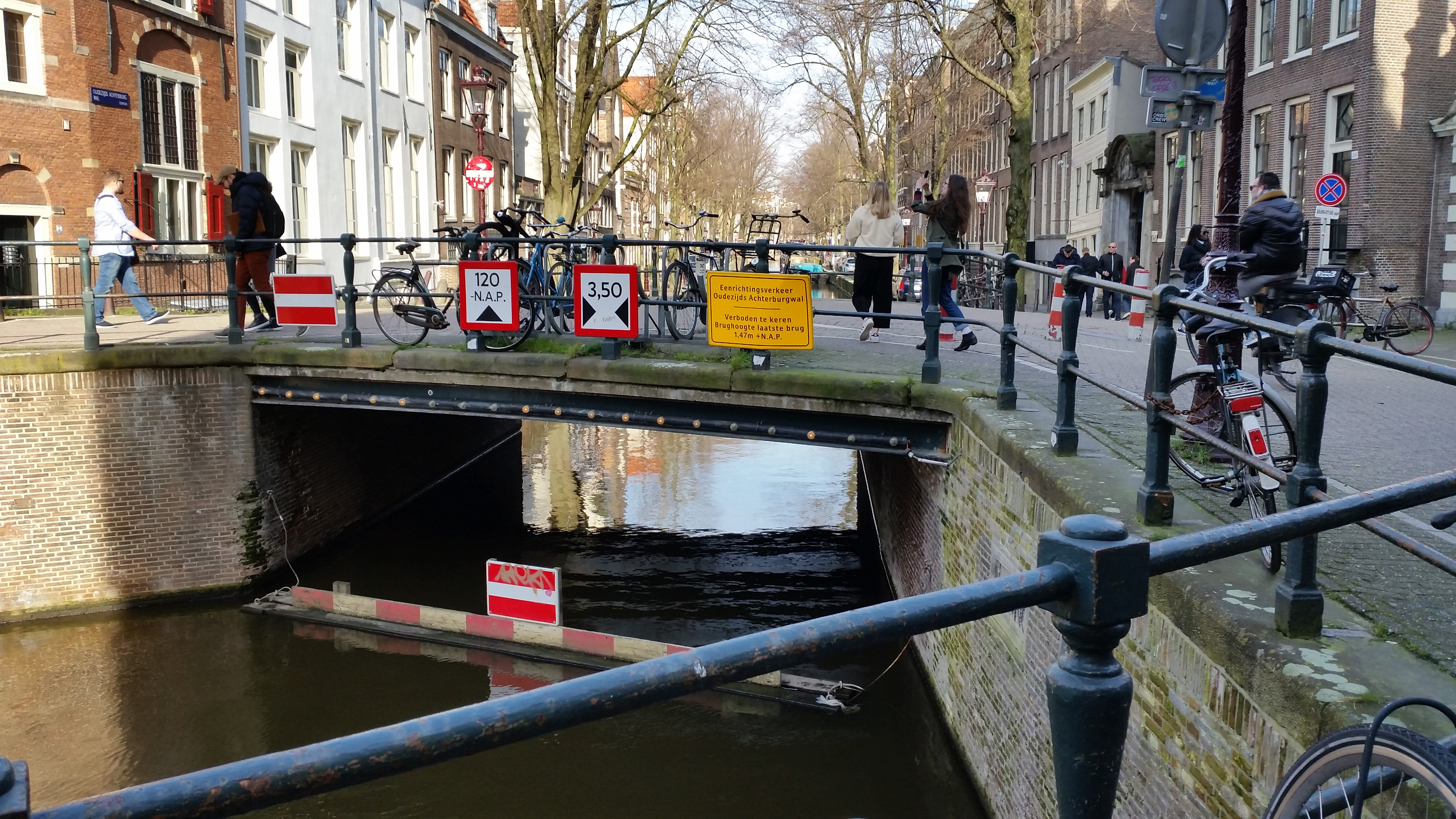
Doorvaart verboden bij brug 218 (februari 2019)

<<< · 200 · 201 · 202 · 203 · 204 · 205 · 206 · 207 · 208 · 209 ·  210 · 211 · 212 · 213 · 214 · 215 · 216 · 217 · 218 · 220 · 221 · 222 · 223 · 224 · 225 · 226 · 227 · 228 · 228P · 229 · 230 · 231 · 232 · 233 · 234 · 235 · 236 · 237 · 238 · 239 ·  240 · 241 · 242 · 243 · 244 · 245 · 246 · 247 · 248 · 249 ·  250 · 251 · 252 · 253 · 254 · 255 · 256 · 257 · 258 · 259 · 260 · 261 · 262 · 263 · 264 · 265 · 266 · 267 · 270 · 271 · 272 · 273 · 274 · 275 · 277 · 278 · 279 · 280 · 281 · 283 · 285 · 286 · 287 · 288 · 289 · 290 · 291 · 292 · 293 · 295 · 296 · 297 · 298 · 299 · >>>
Brugnummers 219, 268, 269, 276, 282, 284, 294 zijn niet (meer) in omloop.